# جمال الدين المصري
يونس بن بدران بن فيروز بن صاعد الشيبي القرشي الحجازي الأصل، أبو الوليد، جمال الدين المصري: قاضي القضاة بدمشق. ولد بمصر عام 555هـ. وأخذ عن السلفي وغيره. وولي الوكالة السلطانية بالشام، فدرّس بالأمينية والعادلية. وترسَّل عن «الملك العادل» إلى الخليفة، وإلى الملوك بالروم، وبلاد الشرق. واختصر كتاب «الأم» للشافعي، وصنف في «الفرائض» وجمع لنفسه «ثبتا - خ» ولما مات «العادل» ولاه «المعظم» قضاء القضاة بالشام (سنة 619) وتوفي بدمشق، ودفن بداره. وقال ابن العماد: وقد تُكلم في نسبه.توفي عام 623 هـ